# 临夏县各级文物保护单位列表
以下为甘肃省临夏回族自治州临夏县各级文物保护单位。

## 甘肃省文物保护单位
- 杨家河遗址
- 崔家庄遗址
- 任家崖遗址